# Buergeria japonica
Buergeria japonica és una espècie de granota que viu al Japó i Taiwan.
Està amenaçada d'extinció per la pèrdua del seu hàbitat natural.